# قاعدة كيسلر الجوية
قاعدة كيسلر الجوية (إياتا: BIX، إيكاو: KBIX، معرف الموقع إف إيه إيه: BIX) هي قاعدة تابعة لسلاح الجو الأمريكي تقع في بيلوكسي، وهي مدينة تقع على طول ساحل الخليج في مقاطعة هاريسون بولاية ميسيسيبي بالولايات المتحدة. سُميت القاعدة تكريماً للطيار ملازم ثاني صموئيل ريفز كيسلر الابن، وهو مواطن من ولاية ميسيسيبي قُتل في فرنسا خلال الحرب العالمية الأولى. القاعدة هي المقر الرئيسي للقوة الجوية الثانية (2 AF) وجناح التدريب 81 (81 TW) من قيادة التعليم والتدريب الجوي (AETC).
وهي قاعدة متخصصة في الأرض للتجارة كانت تدرب منذ افتتاحها في عام 1941 خلال الحرب العالمية الثانية. فقد كانت لديها مدارس عالية الجودة والتقنية واستيعابها تحركت وحدات أخرى من القواعد تحت قاعدة إعادة وإغلاق القانون (براك).

### الوحدات الرئيسية المخصصة

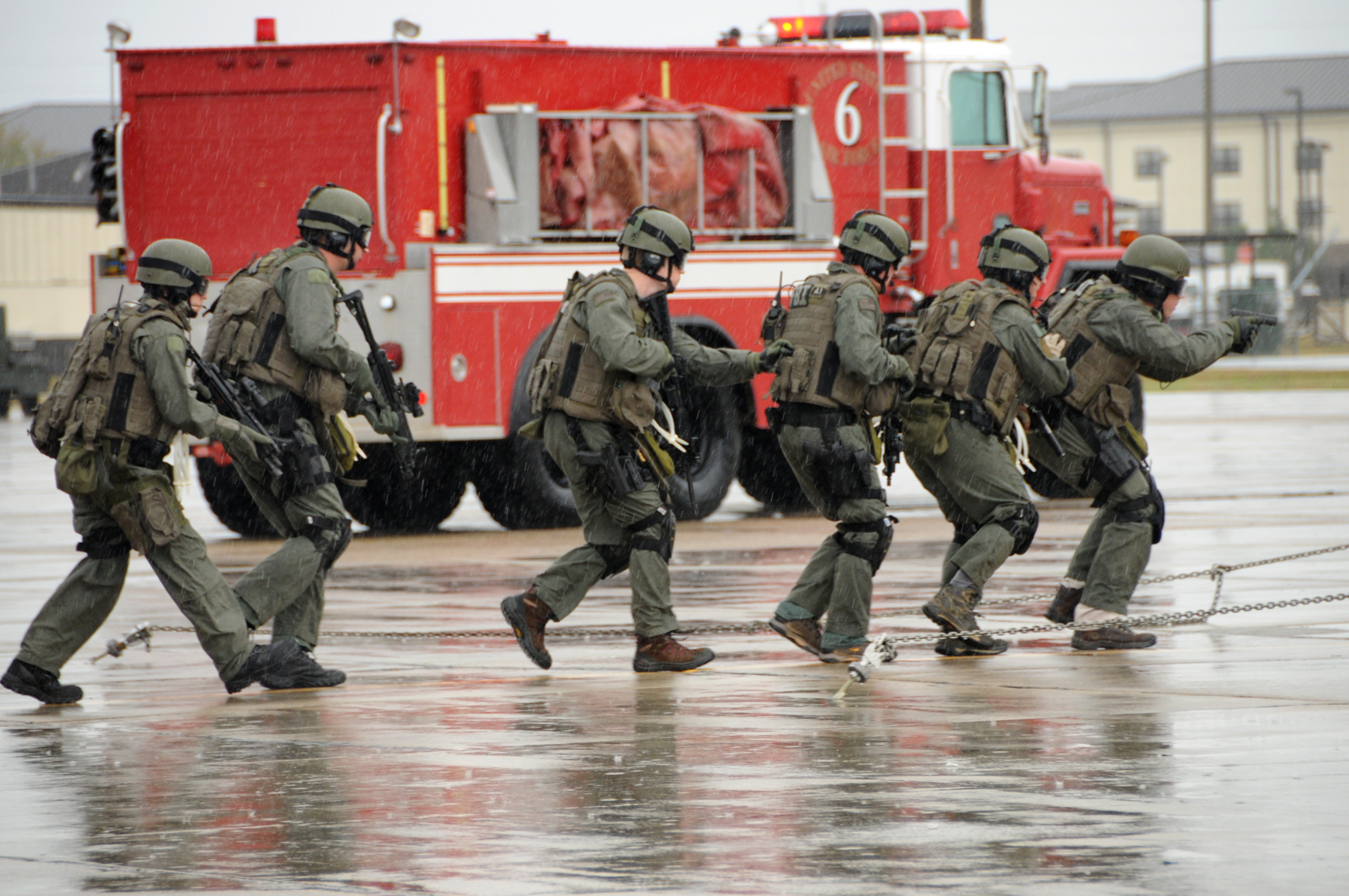
فريق الأسلحة والتكتيكات الخاصة الاتحادية يقوم بممارسة مكافحة الاختطاف بقاعدة كيسلر للقوات الجوية.

## التاريخ
في أوائل يناير عام 1941، جمع مسؤولو مدينة بيلوكسي عرضًا رسميًا لدعوة جيش الولايات المتحدة لبناء قاعدة لدعم بناء التدريب في الحرب العالمية الثانية. قامت إدارة الحرب بتنشيط محطة سلاح الجو التابعة للجيش رقم 8، مدرسة ميكانيك الطيران، بيلوكسي، ميسيسيبي، في 12 يونيو 1941. في 25 أغسطس عام 1941، تم تكريس القاعدة كقاعدة عسكرية سُميت كيسلر تكريماً لصامويل ريفز كيسلر، وهو من مواطن من مسيسيبي ومراقب جوي مميز، قُتل أثناء عمله في فرنسا خلال الحرب العالمية الأولى.
خصص الكونغرس في البداية مبلغ 6 ملايين دولار للبناء في بيلوكسي ومليوني دولار إضافية للمعدات. بحلول الوقت الذي خصصت فيه وزارة الدفاع الأموال في أبريل 1941، ارتفعت التكلفة المتوقعة إلى 9.6 مليون دولار. في 14 يونيو 1941، منح فيلق مهندسي الجيش الأمريكي عقودًا بقيمة 10 ملايين دولار لبناء مدرسة بيلوكسي للتدريب التقني. في ذلك الوقت، كان هذا هو أغلى مشروع حكومي تم تنفيذه في ولاية ميسيسيبي.
عندما قامت إدارة الحرب بتنشيط حقل كيسلر في يونيو 1941، لم تكن القاعدة فقط تحصل على مركز تدريب تقني، بل كان سيحصل على واحد من أحدث مراكز الجيش أو مراكز التدريب الأساسية. وصلت أول شحنة من المجندين إلى حقل كيسلر في 21 أغسطس 1941. وبقي الكثيرون في القاعدة ليصبحوا طيارين ميكانيكيين للطائرات والمحركات، بينما نقل آخرون إلى مدارس المدفعية الجوية أو مدارس تدريب الطيارين. تطوير الأعمال الأساسية المحركة والبناء السكني في بيلوكسي.
تم تدريب توسكيجي الطيارين في القاعدة. تمركز أكثر من 7000 جندي أسود في حقل كيسلر بحلول خريف عام 1943. وقد شمل هؤلاء الجنود طلاب ما قبل الطيران، ومشغلي الإذاعة، وفنيي الطيران، والقابلين، وميكانيكيات الطيران.

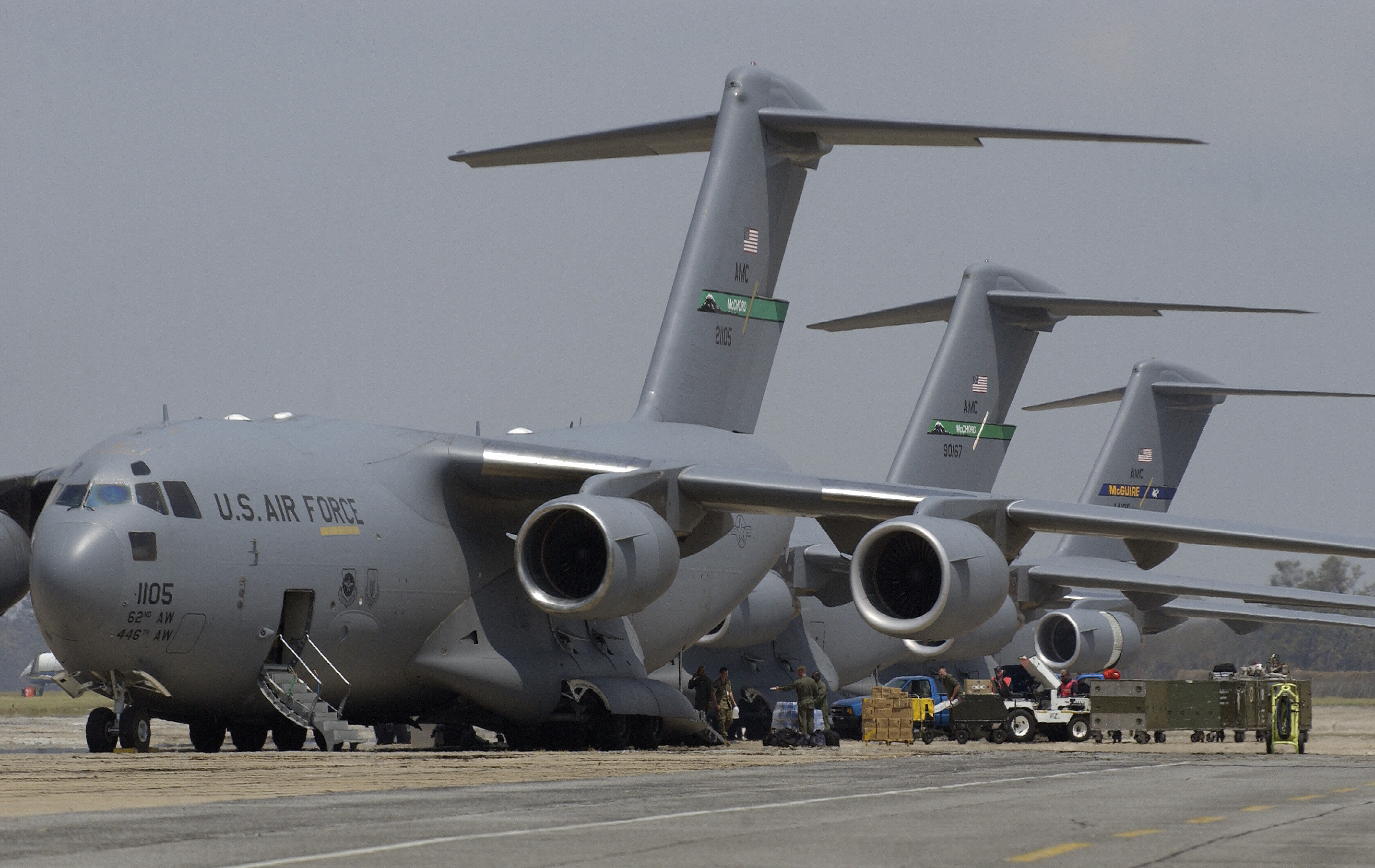
31 أغسطس 2005: بوينغ سي-17 غلوب ماستر 3 تفريغ الإمدادات في كيسلر بعد إعصار كاترينا.

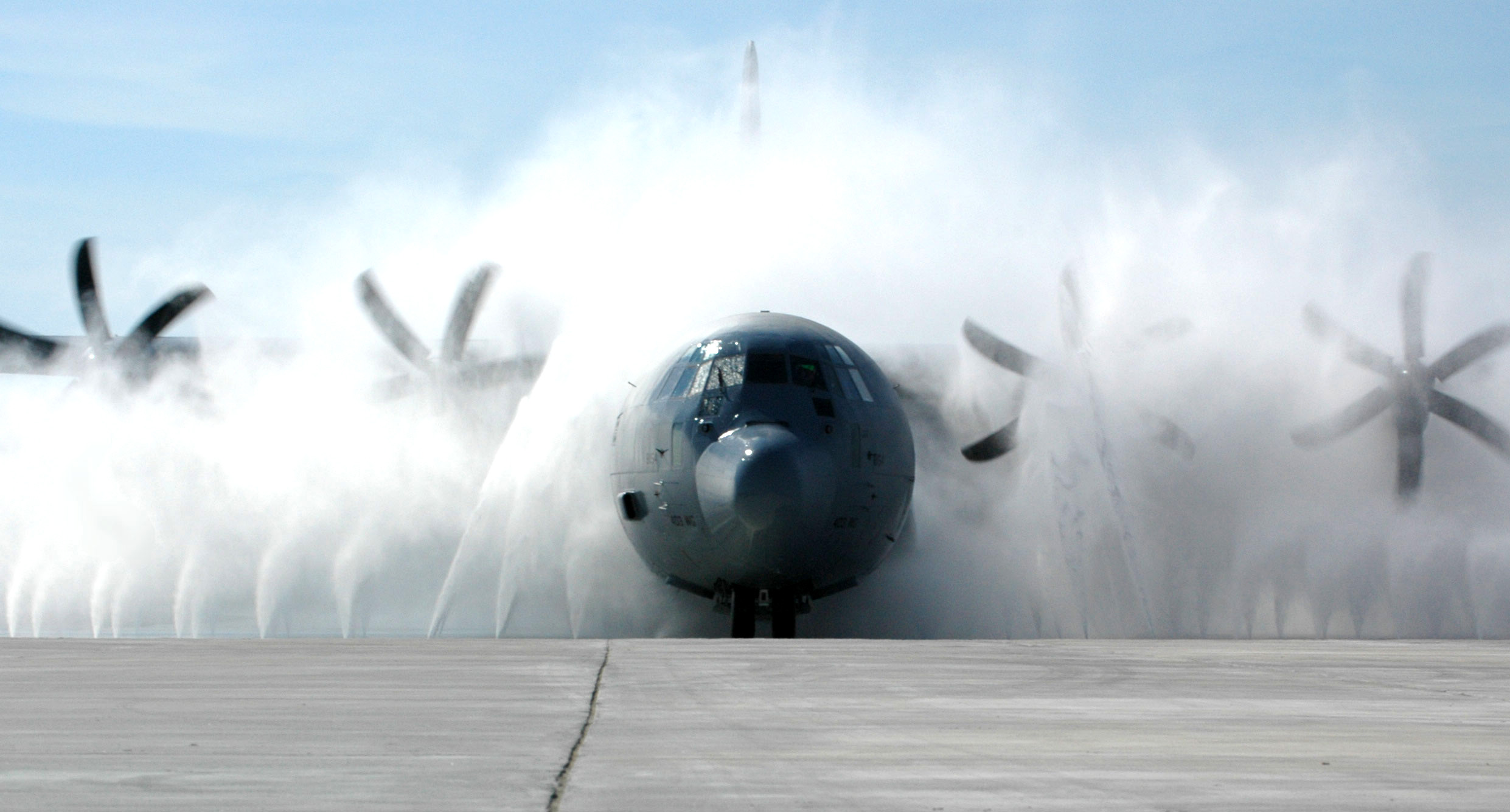
تنظيف طائرة لوكهيد مارتن سي-130 جيه سوبر هركيوليز في نظام الغسيل الجديد في القاعدة.

واصلت القاعدة التركيز على التدريب المتخصص في صيانة كونسوليداتيد بي-24 ليبراتور حتى منتصف عام 1944. بعد ذلك، وسعت القاعدة مناهجها لتدريب الميكانيك للطائرات الأخرى. بحلول سبتمبر 1944، انخفض عدد المجندين، لكن عبء العمل ظل ثابتًا. وبدأ أفراد القاعدة في تجهيز القوات البرية المخضرمة والأطقم القتالية الذين عادوا من الخدمة في الخارج لتلقي تدريب إضافي ومهام المتابعة. انخفض عدد الرجال الذين خضعوا للتدريب الأساسي بشكل ملحوظ بعد نهاية الحرب العالمية الثانية، وتم إيقافه في 30 يونيو 1946.

### الحرب الباردة
في أواخر مايو 1947، تأسست مدرسة رادار في كيسلر، مما جعلها مسؤولة عن تشغيل أكبر مدرستين عسكريتين في الولايات المتحدة. بعد ذلك، أجبرت الميزانيات المتقلصة القاعدة على خفض تكاليف التشغيل: تم دمج مدرسة ميكانيكا الطائرات والمركبات ومدرسة الرادار في 1 أبريل 1948.
في أوائل عام 1949، نُقلت مدرسة العمليات اللاسلكية إلى كيسلر من قاعدة سكوت الجوية، بولاية إلينوي. بالإضافة إلى تدريب مشغلي الراديو، كان من المفترض أن تبدأ القاعدة بتدريس فنيي خدمات الحركة الجوية. أجهزة التحكم في مقاربات الطائرات، وميكانيكيات الرادار الأرضي، والأخصائيين المختصين في التحكم بالرادار / الأرض. وقد انتقلت الدورات التدريبية الأخيرة للميكانيك إلى قاعدة شيبارد الجوية في تكساس بحلول شهر نوفمبر.
في أوائل عام 1956، دخلت القاعدة عصر الصواريخ من خلال فتح برنامج تدريبي لدعم الأرض لصاروخ أطلس. في عام 1958، تم وضع جميع مشغلي برج التحكم، وصيانة الراديو، ودورات مشغلي الراديو العامين تحت سقف التدريب الفني الواسع للقاعدة.
خلال أوائل الستينيات، خسرت القاعدة العديد من دوراتها التدريبية المحمولة جواً، لكنه ظل أكبر قاعدة تدريب طوال السبعينيات. وشمل ذلك عمليات تدريب محدودة على الطيران في تي-28 تروجان للطيارين الطلائعيين في قوات فيتنام الجنوبية الجوية.
أحدث إعصار كاميل أضراراً كبيرة أثناء مروره على بيلوكسي في عام 1969. وكانت معظم مناطق الإسكان التابعة للخليج الخلفي تحت المياه.
انخفض الحمل الطلابي للقاعدة إلى أدنى مستوى له على الإطلاق بعد انتهاء حرب فيتنام. ونتيجة لذلك، عطلت قيادة التدريب الجوي مدرسة USAF للعلوم الفضائية التطبيقية في 1 أبريل 1977 واستبدلت بها مع جناح التدريب التقني رقم 3300، والذي تم تنشيطه في نفس اليوم.
خلال أوائل الثمانينيات من القرن العشرين، اكتسب برنامج كيسلر لمراقبة الحركة الجوية الدعاية - عندما انسحبت المنظمة المهنية لمراقبة الحركة الجوية من العمل في آب / أغسطس 1981. عندما أطلق الرئيس رونالد ريغان المضربين، تم استخدام مراقبي الحركة الجوية العسكريين المدربين في كيسلر لتوجيه بعض الحركة الجوية في البلاد. كمدرسة مراقبة الحركة الجوية كان أيضا الموقع المنطقي لوحدات التحكم القتالية في القوات الجوية الأمريكية.
كانت القاعدة، قاعدة التدريب الأساسي للعديد من مجالات مهنة صيانة إلكترونيات الطيران، بما في ذلك الحرب الإلكترونية، والإسعافات الملاحية وإصلاح الكمبيوتر وإصلاح الراديو الأرضي. وكان أيضا قاعدة التدريب الأساسي لمعظم المجالات الوظيفية الإدارية USAF.

### من التسعينات

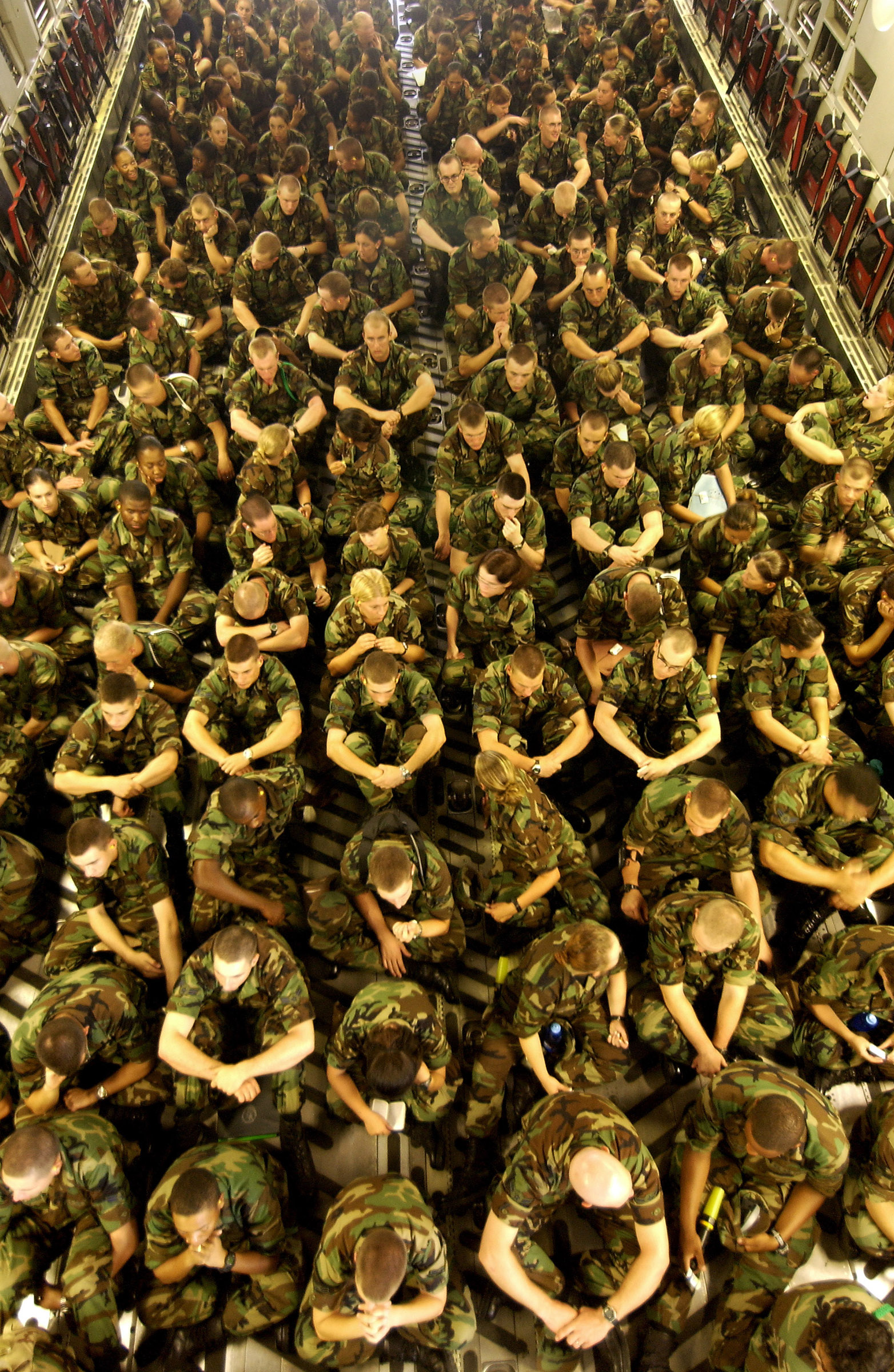
إجلاء طلاب كيسلر إلى قاعدة شيبارد الجوية على بوينغ سي-17 غلوب ماستر 3.

وبدافع من تخفيضات ميزانية الدفاع العميقة، أجبر إغلاق القواعد بعد نهاية الحرب الباردة على إنهاء التدريب التقني في قاعدة تشانوت الجوية، إلينوي وقاعدة لوري الجوية، كولورادو عندما أغلقت هذه القواعد من قبل إجراءات لجنة إعادة الهيكلة والإغلاق. حصلت القاعدة على دورات لتنبؤات الطقس من تشانوت وبرامج تدريب مختبر للأرصاد الجوية ودقة القياس في لوري خلال عامي 1992 و 1993.
إعادة الهيكلة الضخمة للقوات الجوية في أوائل التسعينات كانت تعني أيضاً عدة تغييرات للوحدات المشتركة في كيسلر. الأولى وقعت عندما تم تعطيل سرب الاستطلاع الطقس 53d في سلاح الجو واجب الفعلية، ونقل إلى «احتياطي سلاح الجو» وإعادة تنشيط في 30 حزيران / يونيه 1991.
في 1 يوليو 1993، تم إعادة تصميم قيادة التدريب الجوي (ATC) قيادة التعليم والتدريب الجوي (AETC) وأعيد تنشيط القيادة الثانية للقوات الجوية (2 AF)، وتمركزها في كيسلر. مهمة سلاح الجو الثاني هي الإشراف على جميع التدريب التقني الذي يتم إجراؤه في شركة AETC. في نفس اليوم، تم تعطيل مركز تدريب كيسلر، ووصل إلى جناح التدريب 81 في القاعدة. سرب الجوي 45th (45 AS)، جزء من 314 الجناح الجسر الجوي في قاعدة ليتل روك الجوية، أركنساس، كان يقع أيضا في كيسلر. قدمت الدورة الخامسة والأربعين من تدريب طاقم الطائرة في ليرجيت 35 حتى عام 2007، عندما انتقلت قاعدة سكوت الجوية.

### الوحدات اليوم
من عام 1993، قُدم التدريب الفني للرياضيين في مناطق المهارات المختارة مباشرة بعد الانتهاء من التدريب الأساسي، فضلاً عن توفير التدريب الإضافي أو المتكرر. في المتوسط، لدى كيسلر 4,700 طالب في القاعدة في كل مرة. معظم التدريب الذي يتلقونه هو في مجال الإلكترونيات، مثل صيانة النطاق العريض، والإذاعة الأرضية، و‌تقنية المعلومات، و‌إلكترونيات الطيران، و‌التشفير. كما يقوم الجناح بتدريب موظفي الأرصاد الجوية، وعمليات الرادار، ومراقبة الحركة الجوية، وإدارة موارد الطيران (ARMS)، والتنبؤ بالأعاصير المدارية. قاعدة كيسلر الجوية هي واحدة من أكبر أجنحة التدريب التقني في AETC، مع أربعة أسراب التدريب الموجودة في مجمع بناء التدريب المعروف باسم «المثلث»، و 334، 335، 336، و 338. تقع المجموعة الطبية 81 أيضًا في القاعدة وتدير ثاني أكبر مركز طبي في سلاح الجو.
كما أن جناح 403d التابع لقيادة سلاح الجو هو أيضاً على القاعدة، وهي وحدة مركبة مركَّبة من طراز (Air Mobility Command AMC). ولديها سرب جوي (السرب الجوي 815th)، وسرب الاستطلاع الطقس 53، وهي وحدة لوكهيد دبليو سي 130 المعروفة باسم «إعصار الصيادين».
وأخيرًا، تعد كيسلر أيضًا موطنًا لـ (مركز التدريب الفني في الطيران البحري)، وهي وحدة تدريب لأفراد القوات البحرية الأمريكية والمجندين الأمريكيين الذين يتلقون التدريب في كيسلر، مثل تدريب الأرصاد الجوية المجنَّدين، مع نظرائهم في سلاح الجو.

## الأسماء والأوامر التي تم تعيينها والوحدات

### أسماء سابقة
- مدرسة بيلوكسي اير كوربس التقنية، 13 يونيو 1941.
- مطار كيسلر العسكري، 25 أغسطس 1941.
- قاعدة كيسلر الجوية، 13 يناير 1948 - حتى الآن.

### الأوامر الرئيسية التي تم تعيينها
- قيادة التدريب التقني في سلاح الجو، 7 فبراير 1941.

أعيدت تسميتها: قيادة التدريب التقني للقوات الجوية العسكرية، 1 مارس 1942.
- قيادة التدريب الجوي للقوات الجوية العسكرية، 7 يوليو 1943.

أعيدت التسمية: قيادة تدريب القوات الجوية للجيش، 31 يوليو 1943.
- قيادة التدريب الجوي، 1 يوليو 1946.
- قيادة التعليم والتدريب الرياضي، 1 يوليو 1993 - حتى الآن.

## وصلات خارجية
- القواعد العسكرية تقييم الأضرار. Keesler AFB Hardest Hit ، American Press Press Service
- Keesler Air Force Base: One year after Katrina at Archive.is (نسخة محفوظة 2012-07-17) ، 81st تدريب الجناح الشؤون العامة
- معلومات AC-U-KWIK لـ KBIX
- موارد لهذا المطار العسكري الأمريكي:
  - معلومات مطار FAA ل BIX
  - معلومات المطار AirNav ل KBIX
  - ASN تاريخ الحوادث ل BIX
  - NOAA / NWS أحدث ملاحظات الطقس
  - مخطط طيران SkyVector لـ KBIX